# 莱欧当茹
莱欧当茹（法語：Les Hauts d'Anjou，法語發音：[le o dɑ̃ʒu] ⓘ）是法国曼恩-卢瓦尔省的一个市镇，属于瑟格雷区。

## 地名
“莱欧当茹”（Les Hauts d'Anjou）一名在法语中意为“安茹的高地”。

## 历史
莱欧当茹成立于2016年12月15日，由7个市镇合并而成：
- 尚皮涅（Champigné）
- 布里萨尔特（Brissarthe）
- 孔蒂涅（Contigné）
- 谢雷
- 马里涅（Marigné）
- 凯雷
- 瑟德尔（Sœurdres）

其中政府驻地为尚皮涅。
2019年，市镇萨尔特河畔新堡（Châteauneuf-sur-Sarthe）并入莱欧当茹。

## 地理
莱欧当茹（47°39'54.00"N, 0°34'16.00"W）面积143.36 平方千米，位于法国卢瓦尔河地区大区曼恩-卢瓦尔省，该省份为法国西部内陆省份，大致对应安茹地区，北起顺时针与马耶讷省、萨尔特省、安德尔-卢瓦尔省、维埃纳省、德塞夫勒省、旺代省、大西洋卢瓦尔省和伊勒-维莱讷省接壤。
与莱欧当茹接壤的市镇（或旧市镇、城区）包括：达翁、比耶内莱维拉日、米雷、萨尔特河畔莫拉讷-多姆赖、埃特里谢、埃屈耶、谢夫、瑞瓦尔代伊、索当茹、舍尼耶-尚特塞、拉雅耶伊翁、梅尼勒。
莱欧当茹的时区为UTC+01:00、UTC+02:00（夏令时）。

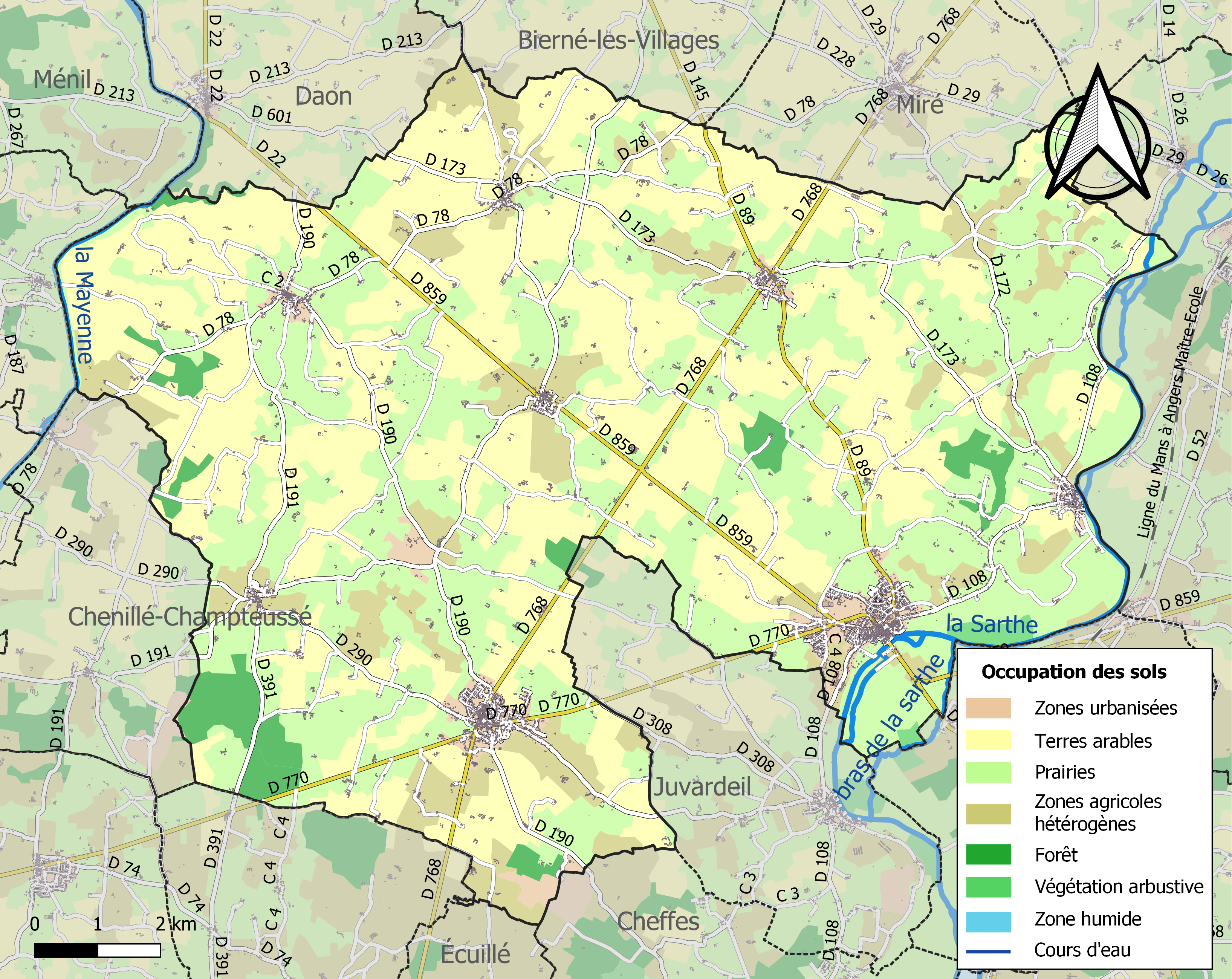
莱欧当茹的OSM定位图

## 行政
莱欧当茹的邮政编码为49330，INSEE市镇编码为49080。

## 政治
莱欧当茹所属的省级选区为蒂耶尔塞县。

## 人口
莱欧当茹于2022年1月1日时的人口数量为8712人。